# Parathyridium
Parathyridium är ett släkte av skalbaggar. Parathyridium ingår i familjen Rutelidae.
Kladogram enligt Catalogue of Life:
| Parathyridium | \| \| Parathyridium collare \| \| \| \| \| \| Parathyridium microcephaloides \| \| \| \| \| \| Parathyridium sulcatum \| \| \| \| |
|               | \| \| Parathyridium collare \| \| \| \| \| \| Parathyridium microcephaloides \| \| \| \| \| \| Parathyridium sulcatum \| \| \| \| |
|               | Parathyridium collare |
|               | |
|               | Parathyridium microcephaloides |
|               | |
|               | Parathyridium sulcatum |
|               | |